# Arkussekans und Arkuskosekans
Arkussekans und Arkuskosekans sind zyklometrische Funktionen. Sie sind die Umkehrfunktionen der Sekansfunktion bzw. der Kosekansfunktion und damit Arkusfunktionen. Da die Sekans- und die Kosekansfunktion periodisch sind, wird zur Umkehrung der Definitionsbereich von Sekans auf {\displaystyle \lbrack 0\,,\,\pi \rbrack }, und der Definitionsbereich von Kosekans auf {\displaystyle \lbrack -{\pi /2},\,\pi /2\rbrack } beschränkt. Der Arkussekans wird mit {\displaystyle \operatorname {arcsec} \,(x)} bezeichnet und der Arkuskosekans mit {\displaystyle \operatorname {arccsc} \,(x)}. Seltener, vor allem aber im Englischen verwendet man auch die Schreibweisen {\displaystyle \sec ^{-1}(x)} und {\displaystyle \csc ^{-1}}; sie bedeuten aber nicht, dass {\displaystyle \operatorname {arcsec} } bzw. {\displaystyle \operatorname {arccsc} } die Kehrwerte von {\displaystyle \sec } und {\displaystyle \csc } sind.

## Eigenschaften
|                    | Arkussekans                                                                                      | Arkuskosekans |
| ------------------ | ------------------------------------------------------------------------------------------------ | --- |
| Funktions- Graphen |                                                                                                  | |
| Definitionsbereich | {\displaystyle -\infty <x\leq -1\,,\,1\leq x<+\infty }                                           | {\displaystyle -\infty <x\leq -1\,,\,1\leq x<+\infty }                                                                                                 |
| Wertebereich       | {\displaystyle 0\leq f(x)\leq \pi }                                                              | {\displaystyle -{\frac {\pi }{2}}\leq f(x)\leq {\frac {\pi }{2}}}                                                                                      |
| Monotonie          | In beiden Abschnitten jeweils streng monoton steigend                                            | In beiden Abschnitten jeweils streng monoton fallend                                                                                                   |
| Symmetrien         | Punktsymmetrie zum Punkt {\displaystyle x=0,y={\frac {\pi }{2}}}                                 | Ungerade Funktion {\displaystyle \operatorname {arccsc} (x)=-\operatorname {arccsc} (-x)}                                                              |
| Asymptoten         | {\displaystyle f(x)\to {\frac {\pi }{2}}} für {\displaystyle x\to \pm \infty }                   | {\displaystyle f(x)\to 0} für {\displaystyle x\to \pm \infty }                                                                                         |
| Nullstellen        | {\displaystyle x=1}                                                                              | keine |
| Sprungstellen      | keine                                                                                            | keine |
| Polstellen         | keine                                                                                            | keine |
| Extrema            | Minimum bei {\displaystyle \left(1\|0\right)}, Maximum bei {\displaystyle \left(-1\|\pi \right)} | Minimum bei {\displaystyle \left(-1\left\|-{\frac {\pi }{2}}\right.\right)}, Maximum bei {\displaystyle \left(1\left\|{\frac {\pi }{2}}\right.\right)} |
| Wendepunkte        | keine                                                                                            | keine |

## Reihenentwicklungen
Die Reihenentwicklungen von Arkussekans und Arkuskosekans sind:
{\displaystyle \operatorname {arcsec}(x)={\frac {\pi }{2}}-\sum _{k=0}^{\infty }{\frac {(2k-1)!!x^{-(2k+1)}}{(2k)!!\cdot (2k+1)}}\approx {\frac {\pi }{2}}-x^{-1}-{\frac {1}{6}}x^{-3}-{\frac {3}{40}}x^{-5}}
{\displaystyle \operatorname {arccsc}(x)=\sum _{k=0}^{\infty }{\frac {(2k-1)!!x^{-(2k+1)}}{(2k)!!\cdot (2k+1)}}={\frac {1}{x}}\;+\;{\frac {1}{2\cdot 3x^{3}}}\;+\;{\frac {3}{2\!\cdot \!4\cdot 5x^{5}}}\;+\;{\frac {3\!\cdot \!5}{2\!\cdot \!4\!\cdot \!6\cdot 7x^{7}}}\;+\;\ldots }

## Integraldarstellungen
Für den Arkussekans und Arkuskosekans existieren folgende Integraldarstellungen:
{\displaystyle \operatorname {arcsec}(x)=\int \limits _{1}^{x}{\frac {\mathrm {d} t}{t{\sqrt {t^{2}-1}}}}}
{\displaystyle \operatorname {arccsc}(x)=\int \limits _{x}^{\infty }{\frac {\mathrm {d} t}{t{\sqrt {t^{2}-1}}}}}

## Ableitungen
Die Ableitungen sind gegeben durch:
{\displaystyle {\frac {\mathrm {d} }{\mathrm {d} x}}\operatorname {arcsec} (x)={\frac {1}{|x|{\sqrt {x^{2}-1}}}}}
{\displaystyle {\frac {\mathrm {d} }{\mathrm {d} x}}\operatorname {arccsc} (x)=-{\frac {1}{|x|{\sqrt {x^{2}-1}}}}}

## Integrale
{\displaystyle \int \operatorname {arcsec} (x)\,\mathrm {d} x=x\cdot \operatorname {arcsec} (x)-\operatorname {sgn}(x)\cdot \ln \left(\left|x+{\sqrt {x^{2}-1}}\right|\right)+C=x\cdot \operatorname {arcsec} (x)-\operatorname {arcosh} (|x|)+C}
{\displaystyle \int \operatorname {arccsc} (x)\,\mathrm {d} x=x\cdot \operatorname {arccsc} (x)+\operatorname {sgn}(x)\cdot \ln \left(\left|x+{\sqrt {x^{2}-1}}\right|\right)+C=x\cdot \operatorname {arccsc} (x)+\operatorname {arcosh} (|x|)+C}

## Umrechnung und Beziehungen zu anderen zyklometrischen Funktionen
{\displaystyle \operatorname {arcsec} (x)=\arccos \left({\frac {1}{x}}\right)}
{\displaystyle \operatorname {arccsc} (x)=\arcsin \left({\frac {1}{x}}\right)}